# Tobias Mølgaard
Tobias Mølgaard Henriksen (22 luglio 1996) è un calciatore danese, difensore dell'Aarhus.

## Caratteristiche tecniche
È un terzino destro.

## Carriera
Cresciuto nel settore giovanile del Thisted, ha esordito in prima squadra il 30 luglio 2017 in occasione dell'incontro di 1. Division vinto 2-1 contro il Viborg. Divenuto titolare della corsia di destra, al termine della stagione è stato acquistato dal Vejle, militante in Superligaen.

## Statistiche
Statistiche aggiornate al 30 ottobre 2020.

### Presenze e reti nei club
| Stagione        | Squadra         | Campionato      | Campionato | Campionato | Coppe nazionali | Coppe nazionali | Coppe nazionali | Coppe continentali | Coppe continentali | Coppe continentali | Altre coppe | Altre coppe | Altre coppe | Totale | Totale | Totale |
| Stagione        | Squadra         | Comp            | Pres       | Reti       | Comp            | Pres            | Reti            | Comp               | Pres               | Reti               | Comp        | Pres        | Reti        | Pres   | Reti   |        |
| --------------- | --------------- | --------------- | ---------- | ---------- | --------------- | --------------- | --------------- | ------------------ | ------------------ | ------------------ | ----------- | ----------- | ----------- | ------ | ------ | ------ |
| 2017-2018       | Thisted         | 1D              | 23         | 1          | CD              | 0               | 0               |                    | -                  | -                  |             | -           | -           | 23     | 1      |        |
| 2018-2019       | Vejle           | SL              | 21+1       | 0          | CD              | 0               | 0               |                    | -                  | -                  |             | -           | -           | 22     | 0      |        |
| 2019-2020       | Vejle           | 1D              | 22         | 1          | CD              | 0               | 0               |                    | -                  | -                  |             | -           | -           | 22     | 1      |        |
| 2020-2021       | Vejle           | SL              | 4          | 0          | CD              | 0               | 0               |                    | -                  | -                  |             | -           | -           | 4      | 0      |        |
| Totale carriera | Totale carriera | Totale carriera | 71         | 2          |                 | 0               | 0               |                    | -                  | -                  |             | -           | -           | 71     | 2      |        |

## Palmarès

### Club

#### Competizioni nazionali
- 1. Division: 1

Vejle: 2019-2020